# 加津佐駅
加津佐駅（かづさえき）は、長崎県南島原市加津佐町水下津にあった島原鉄道島原鉄道線の駅（廃駅）である。同線の終着駅であった。

## 歴史
- 1928年（昭和3年）2月25日：口之津鉄道の駅として開設。
- 1943年（昭和18年）7月1日：会社合併により、島原鉄道の駅となる。
- 1984年（昭和59年）10月1日：貨物取扱廃止。
- 1985年（昭和60年）4月23日：新駅舎竣工。
- 2002年（平成14年）：有家駅との勤務体制統合に伴い、昼間に係員不在時間帯を設定[1]。
- 2005年（平成17年）4月：無人駅化。
- 2008年（平成20年）
  - 3月1日：廃止に伴い、一時的に有人駅化（※同年3月31日まで）。
  - 4月1日：島原外港 - 当駅間廃線により、廃駅となる。

## 駅構造
単式ホーム1面1線を有する地上駅で、側線を2本有していた。当駅に併設していた側線は車両留置機能（終電・滞泊車両留置）のみで、給油や検修のための設備は無かった。駅の奥には車止めがあった。
廃止後はレール・枕木撤去が行われた。駅舎とホームはそのまま残ったが、駅舎は2018年（平成30年）頃に解体された。

## 利用状況
営業最終年度である2007年度の年間乗車人員は24,549人、降車人員は21,933人であった。
| 年度               | 年間 乗車人員 | 年間 降車人員 |
| ------------------ | ------------- | ------------- |
| 1970年（昭和45年） | 44,643        | 39,737        |
| 1975年（昭和50年） | 52,595        | 47,815        |
| 1980年（昭和55年） | 48,999        | 48,373        |
| 1985年（昭和60年） | 78,358        | 73,730        |
| 1990年（平成04年） | 56,498        | 54,410        |
| 1995年（平成07年） | 39,415        | 36,940        |
| 1997年（平成09年） | 38,484        | 37,949        |
| 1998年（平成10年） | 39,262        | 38,594        |
| 1999年（平成11年） | 40,910        | 39,680        |
| 2000年（平成12年） | 39,633        | 37,609        |
| 2001年（平成13年） | 38,441        | 37,109        |
| 2002年（平成14年） | 36,675        | 34,672        |
| 2003年（平成15年） | 33,421        | 29,755        |
| 2004年（平成16年） | 27,687        | 24,821        |
| 2005年（平成17年） | 22,365        | 21,179        |
| 2006年（平成18年） | 17,227        | 16,373        |
| 2007年（平成19年） | 24,549        | 21,933        |

- 長崎県統計年鑑長崎県庁

## 駅周辺

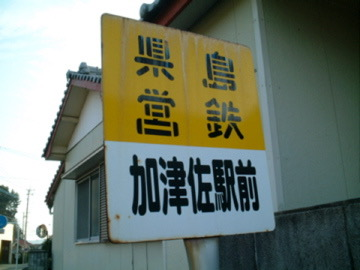
県営バスが島原半島に路線を展開していた当時の駅前バス停留所（2002年頃）

駅前には小さな広場がある。駅舎の反対側は海岸に通じており、夏季には海水浴場となる。
諫早方面行きのバス停は道路に面したところにある。以前は県営バスも運行されていたにもかかわらず、島原鉄道バスの時刻しか掲載されていなかった。しかし、2007年（平成19年）3月末限りで県営バスは島原半島から撤退した。諫早方面のバスは旧県営バスの便を島原鉄道バスが代替する形にはならなかったため、従来より便数が減少した。
なお鉄道営業時代末期には、当駅へは愛野駅からバスを利用したほうが鉄道線を利用する場合より早く着くこともあった。
- 前浜海水浴場
- 加津佐町役場（現・南島原市加津佐総合支所）
- 加津佐郵便局
- 愛宕山
- 国道251号
- 島原鉄道バス「加津佐海水浴場前」停留所（島鉄線廃止後に加津佐駅前から改称、南目線代替バスの終着停留所）
- 若木保育園
- 温泉神社

## エピソード

### 雲仙普賢岳災害時の対応
当駅は車両留置機能のみで、給油や検修のための設備は無かった（先述）が、1993年4月 - 1997年3月まで雲仙普賢岳の噴火・土石流災害により島原外港 - 深江間が不通・休止となっていた期間は、不通区間南側で運行する車両の給油・検修が当駅構内で行われた。給油にはタンクローリーが用いられた他、駅構内にもドラム缶を利用した仮設設備を設け、全般検査時期を迎えた車両についてはクレーン車で車体を上げて台車やエンジン等を取外し、南島原の車両基地へ陸送して整備することで対応した。仕業検査・月検査や、全般検査時の車体関係整備は当駅構内で行われたが、ピットや点検台も無く困難を伴う中での作業となった。

### バンガローになった鉄道車両

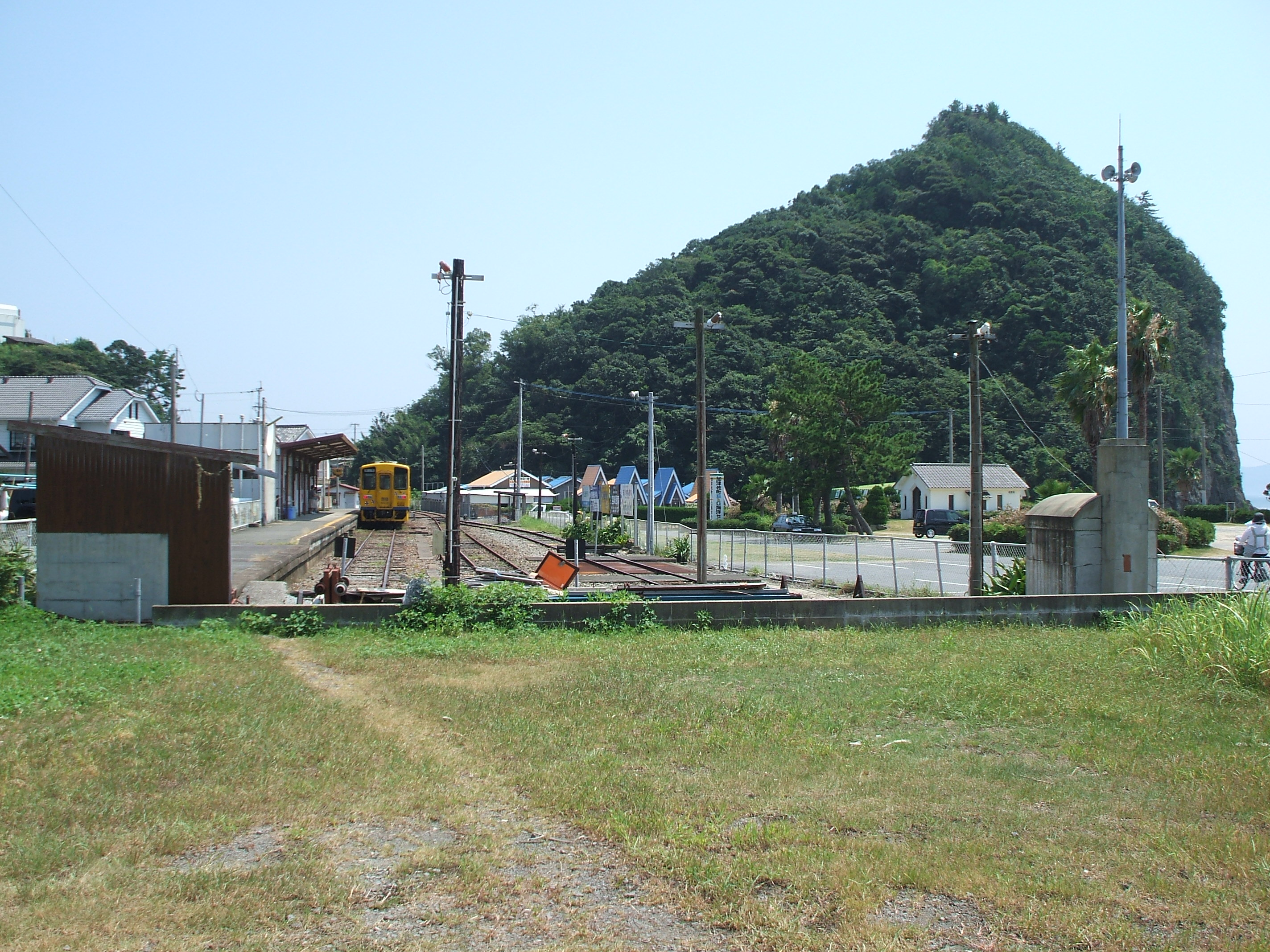
駅構内と隣接するバンガロー村（2007年）

駅に隣接した海水浴場に鉄道車両を並べバンガローとして使用していた。ディーゼル化により余剰になった明治時代の古典客車や客車化された元ガソリンカー、旧海軍川棚工廠で使用されたとされる客車等を利用し、大部分はレールの上に据付けられ入口に梯子段がかけられていた。
- 1957年6月時点
  - ハフ51-53、ホハ28、ホハフ35、ホハ12061、ホハ12188、ナハニ14188、海軍工廠客車
- 1962年7月時点
  - ハフ51-53、ホハ28、ホハフ35、ホハニ2722、ホハ12061、ホハ12188、海軍工廠客車7両
- 1970年9月時点
  - ホハ38、ホハフ29、35、36、26、ホハ32、ホハフ31、海軍工廠客車

## 隣の駅
島原鉄道
島原鉄道線
白浜海水浴場前駅 - 加津佐駅